# Vaggelīs Margaritīs
Vaggelīs Margaritīs (in greco Βαγγέλης Μαργαρίτης?; Katerini, 5 dicembre 1982) è un cestista greco.